# Дебелка, Дмитрий Владимирович
Дмитрий Владимирович Дебелка (бел. Дзмітрый Уладзіміравіч Дзябелка, 7 января 1976, Минск — 24 февраля 2022) — белорусский борец греко-римского стиля, бронзовый призёр Олимпийских игр 2000 года. Заслуженный мастер спорта Белоруссии.

## Биография
Дмитрий Дебелка родился 7 января 1976 года в Минске. С 6 лет начал увлекаться борьбой. Тренер ― Владимир Концевенко. Победитель первенства мира среди юношей (1994), юниоров (1995) и студентов (1996). Занимался в спортивном клубе профсоюзов (Минск).
К юношескому чемпионату мира 1994 года Дмитрия готовил личный тренер Борис Федорович Дмитриев.
На Олимпийских играх 2000 года в Сиднее завоевал бронзовую медаль. В 2003 году у Дебелка был обнаружен гломерулонефрит, в результате чего, Дебелка не смог участвовать на Олимпийских играх 2004 года. В 2006 году согласился на операцию по пересадке почки, в 2016 году была сделана повторная трансплантация.